# Megažralok versus crocosaurus
Megažralok versus crocosaurus (v anglickém originále Mega Shark Versus Crocosaurus) je americký hororový katastrofický film z roku 2010 režiséra Christophera Raye. V hlavních rolích se představili Jaleel White jako Terry McCormick, Gary Stretch jako Nigel Putnam a Robert Picardo jako admirál Calvin. Jedná se o druhý film ze série o Megažralokovi a sequel snímku Megažralok vs. obří chobotnice z roku 2009. Film pojednává o megažralokovi, o němž si lidé mysleli, že je mrtvý. Ten se však znovu objevil a nově utkává s obřím pozemským crocosaurem, přičemž za sebou zanechávají spoušť a krveprolití. Lidem tak nezbývá, než se pokusit oba pradávné tvory zastavit.
Film byl v USA vydán na DVD dne 21. prosince 2010.